# Dieter Mahncke
Dieter Mahncke, né en 1941 dans le Sud-Ouest africain, est un spécialiste de la politique étrangère et des études de sécurité. Il a été professeur d'études de sécurité au Collège d'Europe, grâce à un financement de la Fondation Alfried Krupp von Bohlen und Halbach. Il est l'auteur d'ouvrages et d'articles sur la sécurité européenne, la maîtrise des armements, la politique étrangère de l'Allemagne, les relations entre les États-Unis et l'Allemagne et l'Afrique du Sud.
Depuis la fin de l'année universitaire 2016 (promotion Chopin du Collège d'Europe), il est devenu professeur émérite et ses cours furent repris par Antonio Missiroli, directeur de l'Institut d'études de sécurité de l'Union européenne.

## Biographie

### Jeunesse
Mahncke est né et fut élevé dans le Sud-Ouest africain. Après avoir entamé ses études à l'Université du Cap en Afrique du Sud, il fut transféré à l'Université de Caroline du Nord à Chapel Hill où il obtint un B.A. en sciences politiques en 1962. Il détient aussi un M.A. et un Ph.D. de la Paul H. Nitze School of Advanced International Studies qui dépend de l'université Johns-Hopkins (1964, 1968), et une habilitation de l'université rhénane Frédéric-Guillaume de Bonn (1974).

### Carrière

#### De 1960 aux années 1990
Mahncke était un chercheur associé au Conseil allemand des relations étrangères (1968–1973), conférencier en sciences politiques à l'université de Mayence (1969–1972) et à l'Université de Bonn (1973–1974). Il fut aussi professeur de sciences politiques à l'université des forces armées fédérales allemandes à Munich (1974) et à Hambourg (1975–1980). Il fut vice-président de cette dernière, à Hambourg, de 1977 à 1978.
De 1979 à 1985, Mahncke fut conseiller du président fédéral allemand et vice-directeur de l'équipe de planification du ministère fédéral de la Défense jusqu'en 1996. Il fut membre visiteur de l'université Brown (1989) et membre visiteur confirmé de l'Institut d'études de sécurité de l'Union européenne (1992).

#### De 1990 à aujourd'hui
De 1996 à 2010, Mahncke fut professeur de politique étrangère européenne et d'études de sécurité au Collège d'Europe à Bruges, financé par la Fondation Alfried Krupp von Bohlen und Halbach. Il fut le directeur du département d'études politiques et administratives européennes de 1996 à 2008 et le directeur et fondateur du département d'études en relations internationales et diplomatiques de 2006 à 2010 du Collège. Il est professeur visiteur au Conseil d'Europe depuis 1975, enseignant tant à Bruges qu'à Natolin (depuis 1996). Il s'est occupé du séminaire de recherche « Maintaining the European Security : Conflict Prevention – Crisis Management – Defence – Arms Control » au Collège d'Europe (Bruges) jusqu'en 2016, date à laquelle il fut remplacé par Antonio Missiroli.
Mahncke fut aussi professeur visiteur dans plusieurs universités en Allemagne (Halle), en Belgique (Anvers), en Bulgarie (Sofia), en Thaïlande (Bangkok) et aux États-Unis (Dartmouth, Middlebury, Duke, UNC). Il a aussi enseigné à l'Institut d'État des relations internationales de Moscou.

## Publications

### Sécurité et relations internationales
- (de) Dieter Mahncke, Berlin im geteilten Deutschland, vol. 34, Munich, Vienne, R. Oldenbourg, coll. « Schriften des Forschungsinstituts der Deutschen Gesellschaft für Auswärtige Politik », 1973
- (de) Dieter Mahncke et Hans-Peter Schwarz (préf. Georg Leber), Seemacht und Außenpolitik, vol. 11, Francfort-sur-le-Main, Alfred Metzner, coll. « Reihe Rüstungsbeschränkung und Sicherheit », 1974
- (de) Dieter Mahncke, Vertrauensbildende Maßnahmen als Instrument der Sicherheitspolitik. Ursprung, Entwicklung, Perspektiven, vol. 59, Melle, Ernst Knoth, coll. « Forschungsberichte der Konrad-Adenauer-Stiftung », 1987
- (de) Dieter Mahncke, Konflikt in Südafrika. Die politische Problematik Südafrikas in ihren innen- und außenpolitischen Dimensionen, vol. 12, Paderborn, Munich, Vienne , Zurich, Schöningh, coll. « Studien zur Politik », 1989
- (de) Dieter Mahncke (préf. Gerhard Stoltenberg), Amerikaner in Deutschland. Grundlagen und Bedingungen der transatlantischen Sicherheit, Bonn, Bouvier, 1991
- (fr) Dieter Mahncke, « Les paramètres de la sécurité européenne », Cahiers de Chaillot, Paris, Institut des études de sécurité de l'Union de l'Europe occidentale, no 10,‎ septembre 1993 (lire en ligne)
- (de) Dieter Mahncke, Vertrauensbildende Maßnahmen und europäisches Sicherheitssystem : Von Stockholm 1986 bis Helsinki 1992, Bonn, Konrad-Adenauer-Stiftung, 1994
- (en) Dieter Mahncke (préf. Javier Solana de Madariaga), Old Frontiers – New Frontiers. The Challenge of Kosovo and its Implications for the European Union, Berne, Peter Lang, 2001 (ISBN 978-3-906765-67-9)
- (en) Dieter Mahncke, Wayne Thompson et Wyn Rees, Redefining Transatlantic Security Relations : The Challenge of Change, Manchester, Manchester University Press, 2004
- (en) Dieter Mahncke, Alicia Ambos et Christopher Reynolds, European Foreign Policy : from Rhetoric to Reality?, vol. 1, Bruxelles, Peter Lang, coll. « Études du Collège d'Europe », 2004 (ISBN 90-5201-247-4, lire en ligne)
- (en) Dieter Mahncke et Jörg Monar, International Terrorism. A European Response to a Global Threat?, vol. 3, Bruxelles, Peter Lang, coll. « Études du Collège d'Europe », 2006, 191 p. (ISBN 90-5201-046-3, lire en ligne)
- (en) Dieter Mahncke, Europe’s Near Abroad. Promises and Prospects of the EU’s Neighbourhood Policy, vol. 4, Bruxelles, Peter Lang, coll. « Études du Collège d'Europe », 2008, 318 p. (ISBN 978-90-5201-047-2, lire en ligne)
- (en) Dieter Mahncke (préf. Herman Van Rompuy), European Union Diplomacy. Coherence, Unity and Effectiveness, vol. 15, Bruxelles, Peter Lang, coll. « Études du Collège d'Europe », 2012, 273 p. (ISBN 978-90-5201-842-3)

### Articles et contributions
- (de) Dieter Mahncke, « Was ist Friedensforschung? », Europa-Archiv, no 22,‎ 1969, p. 795-802
- (en) Dieter Mahncke, « Europe and the United States », Common Ground,‎ juillet 1976, p. 53-61
- (de) Dieter Mahncke, « Alternativen zur nuklearen Abschreckung als Grundlage europäischer Sicherheit? », Aus Politik und Zeitgeschichte, Beilage zu Das Parlament,‎ 25 octobre 1986, p. 3-13
- (de) Dieter Mahncke, « Hoffnung ohne Garantie? Diskussion mit Elmar Schmähling », Die Neue Gesellschaft/Frankfurter Hefte, no 2,‎ 1990, p. 150-156
- (de) Dieter Mahncke, « Südafrikas Außenpolitik: Gibt es einen Weg aus der Isolation? », Aus Politik und Zeitgeschichte, Beilage zu Das  Parlament,‎ décembre 1990, p. 1-9
- (en) Dieter Mahncke, « Reunification as an Issue in German Politics 1949-1990 », dans Dieter Grosser, German Unification. The Unexpected Challenge, Oxford, 1992, p. 33-54
- (de) Dieter Mahncke, « Innerdeutsche Beziehungen und internationale Rahmenbedingungen: Die Berlin-Krise 1958-1961/62, Gutachten für die Enquete-Kommission des Deutschen Bundestages zur Geschichte und  Folgen der SED-Diktatur », dans Deutscher Bundestag, Materialien der Enquete-Kommission, Aufarbeitung von Geschichte  und Folgen der SED-Diktatur in Deutschland, Bonn, Berlin, octobre 1993, p. 17-27, 66-71
- (en) Dieter Mahncke, « A Rift in Transatlantic Relations: How Serious is the Present Crisis? », Institut d'études européenne, Bruxelles, Université libre de Bruxelles,‎ 2004
- (de) Dieter Mahncke, « Post-modern Diplomacy: Can EU Foreign Policy Make a Difference in World Politics? », EU Diplomacy Paper,‎ avril 2011 (lire en ligne)

### Autres
- (en) Dieter Mahncke, Léonce Bekemans et Robert Picht, The College of Europe. Fifty Years of Service to Europe, Bruges, Collège d'Europe, 1999 (ISBN 90-804983-1-9)

## Sources
- (en) Cet article est partiellement ou en totalité issu de l’article de Wikipédia en anglais intitulé « Dieter Mahncke » (voir la liste des auteurs).